# Kosoriga
 Kosoriga   (olaszul: Cossoriga) falu Horvátországban, Isztria megyében. Közigazgatásilag Buzethez tartozik.

## Fekvése
Az Isztriai-félsziget északi részének közepén, Pazintól 15 km-re északra, községközpontjától 7 km-re délre fekszik.

## Története
A falunak 1857-ben 156, 1910-ben 96 lakosa volt. 2011-ben 19 lakosa volt.

## Lakosság
| Lakosság változása | Lakosság változása | Lakosság változása | Lakosság változása | Lakosság változása | Lakosság változása | Lakosság változása | Lakosság változása | Lakosság változása | Lakosság változása | Lakosság változása | Lakosság változása | Lakosság változása | Lakosság változása | Lakosság változása | Lakosság változása |
| ------------------ | ------------------ | ------------------ | ------------------ | ------------------ | ------------------ | ------------------ | ------------------ | ------------------ | ------------------ | ------------------ | ------------------ | ------------------ | ------------------ | ------------------ | ------------------ |
| 1857               | 1869               | 1880               | 1890               | 1900               | 1910               | 1921               | 1931               | 1948               | 1953               | 1961               | 1971               | 1981               | 1991               | 2001               | 2011               |
| 156                | 169                | 66                 | 72                 | 106                | 96                 | 0                  | 0                  | 91                 | 91                 | 43                 | 28                 | 30                 | 29                 | 28                 | 19                 |

## Nevezetességei
Keresztelő Szent János és Szent Pál apostol tiszteletére szentelt kis kápolnája.